# Língua culina
A língua culina (também Kulina, Kulyna,  ou Madiha, Madija) é uma língua que pertence à família Arawá.
O grupo Culinas é um grupo que fala a língua culina, que é pertencente a família lingüística Arawá e, até a chegada da civilização branca, foram um dos grupos mais numerosos no estado do Acre e sul do Amazonas. Sua autodenominação é madija (pronuncia-se madirrá) que significa "os que são gente", sendo os brancos tratados genericamente por cariás.
O estilo lingüístico feminino é diferente do masculino: há oclusão de vogais, condensação de palavras inteiras. Apenas os Madija entendem o que suas mulheres falam e, como há neologismos que variam de aldeia para aldeia, essa compreensão às vezes restringe-se ao próprio grupo local.

## Vocabulário
Vocabulário da língua curina por J. Braulino de Carvalho, comparado com a pequena lista de Lima Figueiredo (LF):
| Português           | Curina (J. Braulino de Carvalho) | Curina (Lima Figueiredo) |
| ------------------- | -------------------------------- | ------------------------ |
| orelha              |                                  | iribó                    |
| cabeça              | itati                            | itaté                    |
| face                | ebeté                            |                          |
| cabelo              | itati-cunani                     | itatecuné                |
| olho                | inoucon                          | inocó                    |
| nariz               | ené                              | iné                      |
| boca                | errery                           | irreri                   |
| lábio               | ipou                             |                          |
| língua              | ebenon                           | ibinon                   |
| dente               | inon                             | inon                     |
| maxilar inferior    | enedê                            |                          |
| supercílio          | nocucicurani                     |                          |
| braço               | beve e marú                      | iberrê                   |
| antebraço           | irribi-icutanin                  |                          |
| mão                 | zepê bacú                        | izepé                    |
| dedo da mão         | zepê nucucinin                   |                          |
| ombro               | sipecurê                         |                          |
| pescoço             | imatou                           | imatô (nuca)             |
| garganta            | itamaedê                         | itamêdê (pescoço)        |
| tórax               | ibacou                           |                          |
| mama                | zurrou rinin                     |                          |
| coração             |                                  | ibonocori                |
| abdômen             | izuné                            |                          |
| monte-de-vênus      | marcy                            |                          |
| vagina              | udinen                           |                          |
| útero               | renen tuçunauy                   |                          |
| nádega              | imeté, mani                      |                          |
| coxa                | paracutuné                       |                          |
| perna               | isson                            | itçú                     |
| pé                  | amury-bacú                       | imori                    |
| pênis               | isupuri                          |                          |
| dedo do pé          | tunany                           |                          |
| unha                | nucucinin                        |                          |
| água                | passou                           | patçú                    |
| terra               |                                  | nami                     |
| fogo                | usiponé                          | zipú                     |
| lua                 | abalicú                          |                          |
| estrela             | amuá                             |                          |
| nuvem               | memé-esseni                      |                          |
| relâmpago           | siciodé                          |                          |
| igarapé             | pané                             |                          |
| rio                 | unin                             | ueni                     |
| pedra               | sibá                             |                          |
| pau                 |                                  | aná                      |
| céu                 | memé-bacú                        | mémé                     |
| chuva               | passou-cané                      |                          |
| trovão              | tuturudé                         |                          |
| friagem             | sirinim                          |                          |
| tanga               | ucá, soqué senté                 |                          |
| rede                | poué                             |                          |
| arco                | bubá sicité                      |                          |
| cacete              | uruitá                           |                          |
| machado             | baré                             |                          |
| faca                | cussiró                          |                          |
| banana              | usaimá                           |                          |
| macaxeira           | puó                              |                          |
| batata              | aricê                            |                          |
| tinta               | urá                              |                          |
| pintura             | icatanê                          |                          |
| panela de barro     | vovoré-zipá                      |                          |
| velho               | radauhy                          |                          |
| velha               | made-radauhy                     |                          |
| facão               | maston                           |                          |
| tio [?]             | uepé                             |                          |
| canoa               | darronin                         |                          |
| remo                | oury                             |                          |
| vara                | zipá                             |                          |
| casa                | uzá                              |                          |
| família             | edenin                           |                          |
| pai                 | abi                              |                          |
| mãe                 | amim                             |                          |
| filho               | acauredeny                       |                          |
| filha               | ucaton                           |                          |
| irmão               | aton                             |                          |
| irmã                | massê                            |                          |
| tia                 | abi-uaá                          |                          |
| primo               | ucuté                            |                          |
| prima               | massé-ucaritené                  |                          |
| tio [avô?]          | asson                            |                          |
| avó                 | idé-inin                         |                          |
| mulher              | inin                             | situ                     |
| homem               | maqué                            | magaiderrê               |
| gente               | madija                           |                          |
| menino              | redenin                          |                          |
| menina              | bedenin                          |                          |
| moço                | bicatauy                         |                          |
| moça                | bacatanin                        |                          |
| bonito              |                                  | bicani                   |
| feio                |                                  | tabacurá                 |
| remar               | oretinavê                        |                          |
| roçar               | titarê                           |                          |
| pescar              | disatarê                         |                          |
| caçar               | zedeunaná                        |                          |
| dançar              | seneunaná                        |                          |
| trabalhar           | uapimatinaná                     |                          |
| nascer              | touçounauy                       |                          |
| morrer              | zuquey                           |                          |
| comer               | ripanan                          | ripanã                   |
| beber               | passazenaná                      | zeinanâ                  |
| dormir              | uadanan                          |                          |
| deitar              | upiriná                          |                          |
| andar               | ucarizaná                        |                          |
| nadar               | ucaninan                         | cunãnã                   |
| correr              | upatany                          |                          |
| gostar              |                                  | mandina                  |
| eu vi               |                                  | omitãni                  |
| já vou              |                                  | ni jou                   |
| venha aqui          |                                  | reticarrê                |
| anta                | auy                              |                          |
| veado               | badú                             |                          |
| porco               | anumbeze                         |                          |
| paca                | camanuy                          |                          |
| cutia               | sinaman                          |                          |
| sapo                | acoá                             |                          |
| rã                  | vuy                              |                          |
| cobra               | macá                             |                          |
| cobra surucucu      | macapé                           |                          |
| cobra jararaca      | namacá                           |                          |
| cobra papagaio-bóia | macasseuy                        |                          |
| nambu               | assury                           |                          |
| jacamim             | tucipá                           |                          |
| urubu               | abarisá                          |                          |
| mutum               | idicon                           |                          |
| garça               | anupí                            |                          |
| mata                | ucausama                         |                          |